# Lindernia kigomensis
Lindernia kigomensis é uma espécie botânica do gênero Lindernia pertencente à família Linderniaceae.